# Horisme inconstans
Horisme inconstans là một loài bướm đêm trong họ Geometridae.